# Forum Anders Reisen
Forum Anders Reisen e. V. (eigene Schreibweise forum anders reisen) ist ein deutscher Wirtschaftsverband für Reiseveranstalter, die sich dem nachhaltigen Tourismus verpflichtet haben.

## Leitbild und Aufgabe
Das Leitbild eines nachhaltigen Tourismus hat der Verband in einem Kriterienkatalog für seine heute ca. 140 Mitglieder verbindlich festgelegt. Jedes Verbandsmitglied ist verpflichtet, bestimmte Kriterien der Nachhaltigkeit in den Bereichen Ökologie, Ökonomie und Soziales zu befolgen. Zu den Aufnahmekriterien gehört die Corporate Social Responsibility der Unternehmen. Die Mitglieder des Wirtschaftsverbandes durchlaufen einen zweijährigen, externen Zertifizierungsprozess. Mit einem erfolgreichen Abschluss erhalten die Unternehmen das Qualitätssiegel „TourCert-Zertifizierung“. Gefördert wurde dieses Projekt aus Mitteln der Deutschen Bundesstiftung Umwelt (DBU).
Der Verein gehört zu den Mitbegründern der Organisation atmosfair.